# 天津金城银行
天津金城銀行股份有限公司（簡稱：天津金城銀行，縮寫：KCB），是中華人民共和國境內第四家正式獲批開業的民營銀行，也是中國北方地區首家民營銀行。天津金城銀行由16家發起人發起設立，全部爲民營資本。其中，天津華北集團與麥購（天津）集團作爲主發起人，分別持股20%和18%。原中國建設銀行天津市分行行長高德高出任公司董事長，原中信銀行上海分行行長吳小平出任行長。

## 歷史沿革
- 2015年3月27日，中國銀監會天津監管局批准天津金城銀行成立，注冊資本爲30億元人民幣[3]。

## 業務發展

### 與前海微衆銀行合作
天津金城銀行與深圳前海微衆銀行股份有限公司開展個人微粒貸業務合作，截止2016年底，微粒貸合作産品貸款余額3.95億元，累計放款9.9億元，累計還款本金5.95億元，累計利息收入1400萬元，累計借款客戶3.6萬戶，累計放款筆數13.29萬筆。

### 第三方平台資金存管
2017年5月24日，天津金城銀行召開銀行資金存管推介說明會，富友集團擔任會議合作方。會上，天津金城銀行宣布，已累計簽約14家平台，並有3家平台成功上線。天津金城銀行是繼上海華瑞銀行、四川新網銀行後第3家提供存管業務的民營銀行，也是第2家有平台成功上線存管系統的民營銀行。

## 十大股東
根據天津金城銀行股份有限公司2022年年度報告顯示，截止2022年12月31日，其前十名股東持股情況爲：
單位：股
| 序號 | 股東名稱                         | 期末持股數量 | 持股比例 |
| ---- | -------------------------------- | ------------ | -------- |
| 1    | 三六零安全科技股份有限公司       | 900,000,000  | 30%      |
| 2    | 天津華北集團有限公司             | 600,000,000  | 20%      |
| 3    | 麥購集團有限公司                 | 540,000,000  | 18%      |
| 4    | 天津市萬順置業有限公司           | 180,000,000  | 6%       |
| 5    | 天津衆合創生貿易有限公司         | 180,000,000  | 6%       |
| 6    | 錦達華夏（天津）有限公司         | 180,000,000  | 6%       |
| 7    | 天津鵬程基礎工程有限公司         | 180,000,000  | 6%       |
| 8    | 天津开发区泛亚太有限公司         | 150,000,000  | 5%       |
| 9    | 天津万兆投资发展集团有限公司     | 30,000,000   | 1%       |
| 10   | 天津港保税区华平国际物流有限公司 | 30,000,000   | 1%       |

## 外部連結
- 天津金城銀行官方網站（页面存档备份，存于）（简体中文）